# General Simón Bolívar (Durango)
General Simón Bolívar es una ciudad  y cabecera municipal del municipio de General Simón Bolívar, en el estado de Durango, México al noroeste del país. En 2010, la ciudad de General Simón Bolívar tuvo una población de 1,321 habitantes.